# Навій

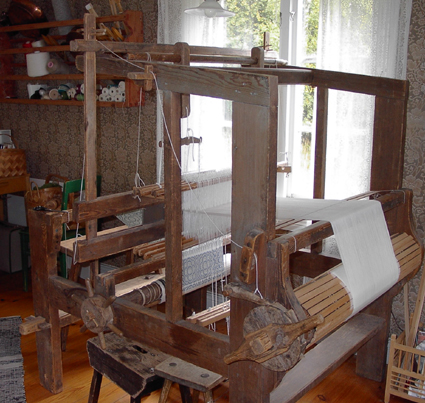
Шведський ручний верстат. Приймальний навій (праворуч) на ньому розташовано вище, подавальний — нижче

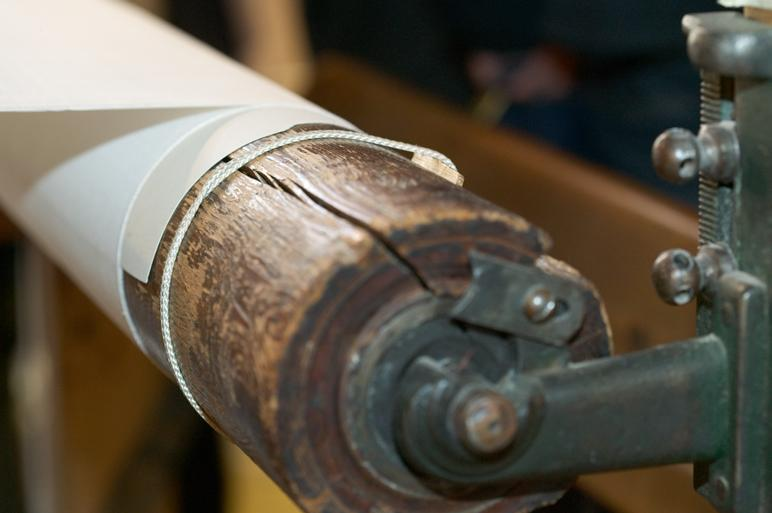
Нижній (полотняний) навій

Наві́́й (від прасл. *navojь < *naviti) — вал ткацького верстата, що слугує для фіксації основи. У верстаті два навої — на одному навивають нитки основи, на другий намотують готове полотно (він також називається товарним). Діалектна назва навою — «вороти́ло», але цим словом також називали «рід ключа для повертання навою».
У традиційному верстаті-кроснах два навої — нижній («спідній») і верхній («горішній»). На верхній навій намотували нитки основи (для цього використовували пристрій, відомий як «ритки» або «оснівниця»), протягали їх паралельно і кріпили до нижнього навою, який слугував валом для готової тканини. Верхній навій кріпився зазвичай між стійок (стоянів) кросен, нижній — між нижніх поздовжніх перекладин (ставок). На кінцях навоїв прикріплені зубчасті колеса (на Полтавщині відомі як просто колеса, у Галичині називалися сучками чи трибами). На нижньому навої галицьких кросен були чотири ручки для його повертання. Для утримання навою в нерухомому стані в зубці колеса впирався викривлений дерев'яний брусок на гвинті, що грав роль заскочки храповика (на Полтавщині цуґа, у Галичині песик, у верхньому навої сука). У кожному навої був жолобок (ґа́ра, жолобе́ць), у яку вкладали тонкий брусок чи прут (яштруб, ля́шток, прут), що затискував шматок полотна, до якого кріпилися нитки основи. Навої виготовляли переважно із сосни і також з плодових дерев — груші, яблуні.
На деяких сучасних верстатах, переважно при виробництві важких технічних тканин, а також для подавання ворсової основи у виробництві ворсових тканин (велюру, плюшу, шпігелю), верхній навій не використовують, а подають основу у верстат безпосередньо з бобін, за допомогою спеціального приладу — шпулярника.

## Ритки
Ри́тки (через пол. rytki, retki від нім. Rietkamm — «бердний гребінь»), оснівниця, снувавка — старовинний пристрій для підготовки основи перед її намотуванням на навій. Являє собою вузьку рамку довжиною в ширину навою з довших горизонтальних («листовок», «победрин») і коротших вертикальних («засувок», «замочків», «полудрабків») планок, споряджених рідкими поперечними зубцями або перегородками («зубками», «кілочками», «чопиками»), крізь шпари яких («комори») проходять нитки основи.
Окрім того, існував пристрій під назвою снувалка (снувальниця), конструкція якого була аналогічна конструкції мотовила-самотоки. Складається з двох перехрестів, надітих на веретено, кінці яких з'єднані чотирма стовпцями. Для влаштовування перехрещування ниток основи застосовували листви чиноватні або чини — спеціальні кілочки.
Операція з підготовки основи називається снуванням. Одна довга нитка має утворити петлі, що стають осно́вними нитками. Петлі просилюють через комірки риток і пропускають через них тонку палицю з прикріпленим на кінці шнурком (яштруб), який надалі кріплять до нижнього навою (у спеціальному пазі-ґарі чи прив'язуючи шнурками). За допомогою закріпленого на шнурі гачка («ключки») протилежні кінці ниток проводять через комірки берда і через вічка рукавів начиння, і так само кріплять до верхнього навою. На навої могли укріпляти торки — шматки полотна з бахромою, до ниток якої і прикріпляли нитки основи.